# Global Observation Research Initiative in Alpine Environments

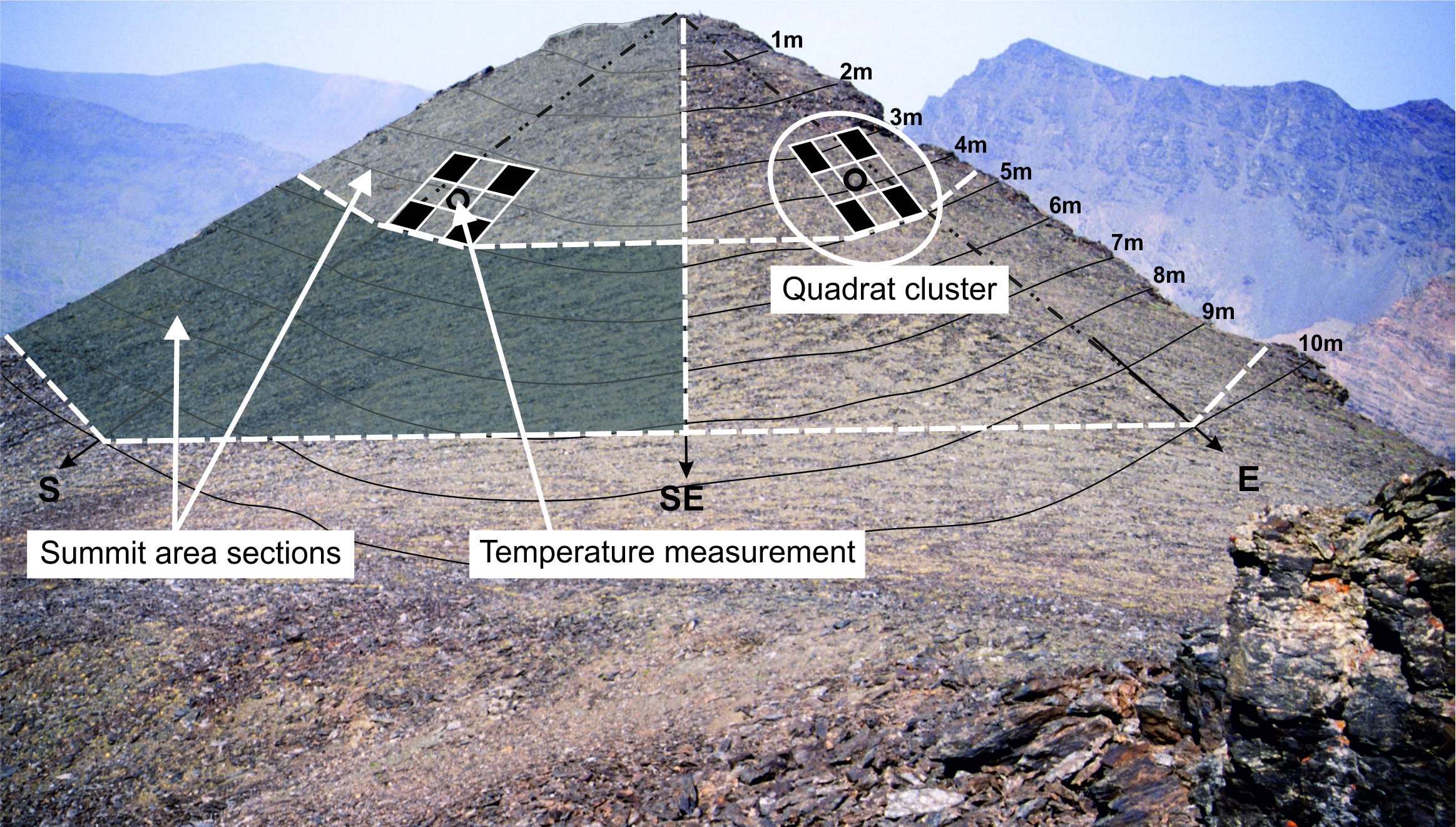
Erhebungsdesign des GLORIA Multi-Summit Approach

Das Forschungsprogramm GLORIA (Global Observation Research Initiative in Alpine Environments) betreibt ein internationales Monitoring-Netzwerk für die Langzeitbeobachtung der Hochgebirgsvegetation und ihrer biologischen Vielfalt. Aufgabe von GLORIA ist die vergleichende Erfassung alpiner Biodiversitätsmuster und die Analyse und Beurteilung ihrer Veränderung unter dem Einfluss des anthropogenen Klimawandels. Anhand eines standardisierten Designs mit Dauerbeobachtungsflächen werden klimainduzierte Migrationsprozesse alpiner Pflanzen untersucht, die zu einer Neubesiedlung oder zum Verschwinden bestimmter Arten führen können. Begründet im Jahr 2001 als europäisches Pilotprojekt, wird das GLORIA-Programm inzwischen in allen Klimazonen der Erde, von den Tropen bis in die Polarregionen, durchgeführt.

## Geschichte

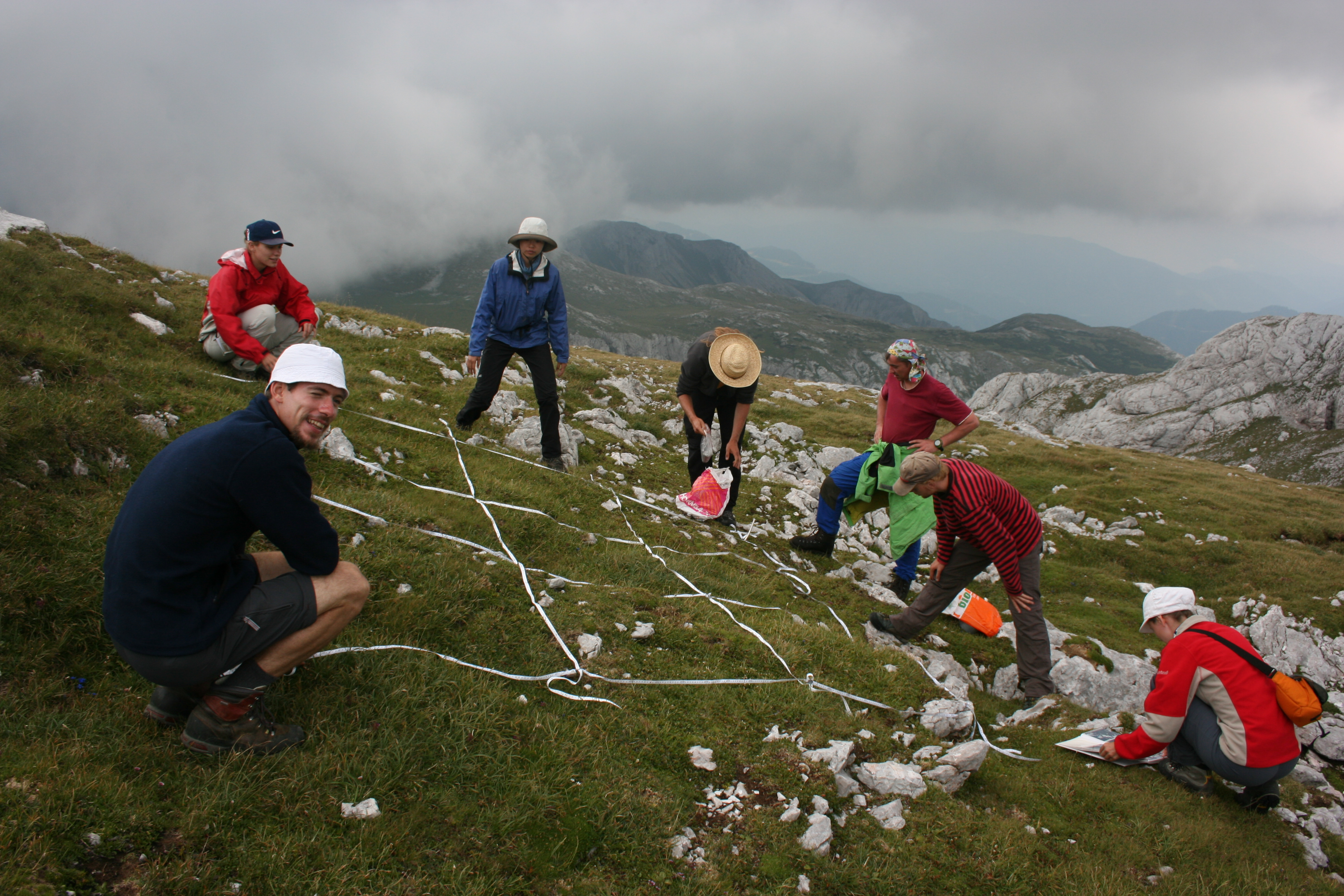
GLORIA-Freilandarbeit während der ersten Wiederholungskartierung am Ghacktkogel, Hochschwab, NE-Alpen

Der Impuls für ein Langzeitmonitoring alpiner Pflanzengesellschaften im Kontext des anthropogenen globalen Wandels wurde erstmals 1996 an einer Tagung des Internationalen Biosphären-Geosphären-Programms (IGBP) in Kathmandu gesetzt. Daraus erfolgte eine von den österreichischen Vegetationsökologen Georg Grabherr, Michael Gottfried und Harald Pauli initiierte Methodenentwicklung für einen international anwendbaren Monitoringansatz. Das 2001 startende Initialprojekt GLORIA-Europe war mit 18 Untersuchungsgebieten in 13 europäischen Staaten die erste großangelegte Testphase für die weltweite Umsetzung. Seit 2004 hat sich das Monitoringnetzwerk sukzessive auf mittlerweile über 120 Gebiete, verteilt über sechs Kontinente, erweitert (Stand Januar 2016).

## Methodik und Struktur
Vergleichbar, einfach und kostengünstig waren wesentliche Erwägungen bei der Entwicklung des GLORIA-Standarddesigns und der Erhebungsmethodik (Multi-Summit Approach), um ein weltweites Netzwerk mit vielen betriebsfähigen Beobachtungsstationen zu implementieren. In jedem Untersuchungsgebiet (target region) repräsentiert eine Reihe von vier Gipfelzonen unterschiedlicher Seehöhe einen Gradienten vom Baumgrenzökoton bis zur Zone der höchsten Pflanzenvorkommen. In jeder Gipfelzone werden die Gefäßpflanzenarten und ihre Häufigkeit in Dauerflächen unterschiedlicher Größe kartiert und in Intervallen von 5 bis 10 Jahren wiederholt. Zudem wird laufend die Bodentemperatur gemessen. Verschiedene zusätzliche Monitoringansätze, etwa zu anderen Organismengruppen, zur Bodenökologie oder über sozio-ökologische Aspekte werden in einigen Untersuchungsgebieten bereits angewendet oder sind in Entwicklung. Die Betreuung der Stationen erfolgt durch die Beteiligung engagierter Ökologen und Biologen von weltweit über hundert Forschungsinstitutionen und Schutzgebiets-Administrationen. Zudem bestehen Kooperationen mit anderen internationalen Forschungseinrichtungen wie dem Global Mountain Biodiversity Assessment des Future-Earth-Programms und dem LTSER-Netzwerk. Die internationale GLORIA-Koordinationsstelle und zentrale Datenbank mit Sitz in Wien ist an die Österreichische Akademie der Wissenschaften (Institut für Interdisziplinäre Gebirgsforschung) sowie an die Universität für Bodenkultur Wien (Zentrum für globalen Wandel und Nachhaltigkeit) angeschlossen.

## Aktuelle Ergebnisse
Europaweite Wiederholungsuntersuchungen zeigten eine verbreitete Thermophilisierung der alpinen Vegetation, d. h. die Artenzusammensetzung änderte sich zu Gunsten wärmebedürftigerer Arten, bei gleichzeitigem Rückgang kälteangepasster Arten. Ein Anstieg der Arten war ebenso über alle Klimazonen des Kontinents zu beobachten. In Mittel- und Nordeuropa führte dies jedoch zu einer Zunahme der Artenzahl in den Untersuchungsflächen, während im Mediterranraum die Artenzahlen stagnierten oder rückläufig waren, letzteres möglicherweise infolge kombinierter Effekte von Klimaerwärmung und zunehmender Trockenheit. In den Alpen wurde jedoch bereits ein Rückgang der Häufigkeit einiger extremer Hochgebirgsarten nachgewiesen. Vergleichsstudien mit den Ergebnissen aus anderen Kontinenten sind aufgrund des späteren Einrichtungsdatums noch ausständig.